# Theoriendynamik
Theoriedynamik ist eine Theorie aus der Wissenschaftstheorie, einem Teilbereich der Philosophie. Danach bauen Theorien immer wieder aufeinander auf, anders als bei der Theorie des Paradigmenwechsels, die davon ausgeht, dass eine Änderung radikal vollzogen wird.
Nach Thomas Mormann (Universität des Baskenlandes) sind Theorienwandel, Theorienevolution "[h]äufig gebrauchte andere Bezeichnungen".

## Weblink
Theoriendynamik. Normale Wissenschaft und Wissenschaftliche Revolutionen Band II in der Google-Buchsuche